# 岩屋中町
岩屋中町（いわやなかまち）は、神戸市灘区の町名の一つで、旧・大字岩屋の阪神本線以南、国道2号以北に相当する。
令和2年国勢調査（2020年10月1日）における世帯数は1,227、人口2,059で内男性1,047人・女性1,012人。郵便番号：657-0845。

## 地理
東は西郷川を挟んで都通、南は岩屋南町、西は中央区、北は岩屋北町。東から順に一丁目から五丁目まである。
四丁目には延喜式内社汶売（みるめ）社として知られる敏馬神社とその神宮寺だった龍泉寺がある。

### 地価
住宅地の地価は、2014年（平成26年）1月1日の公示地価によれば、岩屋中町2-4-1の地点で18万3000円/m2となっている。

## 経済

### 産業
商工業
- 島田文一郎（島文商店、鉄輸入商）[3]

## 地域

### 施設
宗教
- 敏馬神社[4]
- 宝林寺[4]